# Parted Magic
Parted Magic is een commerciële Linuxdistributie die verscheidene gereedschappen aanbiedt om partities te beheren. Het belangrijkste gereedschap is GParted. Parted Magic gebruikt de Linuxkernel met de windowmanager Openbox in combinatie met de desktopomgeving LXDE.
Parted Magic wordt aangeboden in de vorm van een live-cd, Live USB of PXE-omgeving.

## Werking
Een computer met minimaal 265 MB RAM-geheugen is benodigd om de Live CD op te starten. De bestandssystemen die ondersteund worden zijn: ext2, ext3, ext4, FAT16, FAT32, hfs, hfs+, JFS, linux-swap, NTFS, ReiserFS, Reiser4 en XFS.
Er wordt veel software meegeleverd, waaronder Partimage, TestDisk, Truecrypt, Clonezilla, G4L, SuperGrubDisk, ddrescue en GParted. Verder is het sinds versie 2012_05_14 mogelijk om een firewall in te stellen.

## Betaalmuur
Sinds 2013 is Parted Magic niet langer gratis beschikbaar. De ontwikkelaar verdiende niet genoeg geld aan de ontwikkeling en vraagt daarom nu geld voor het eens gratis verkrijgbare Parted Magic. Een storting van € 44,76 (49 Amerikaanse dollar) geeft toegang tot een jaar updates, terwijl voor € 13,70 een installatiebestand voor één versie gedownload kan worden.